# لوپه د وگا
فلیکس آرتورو لوپه د وگا کارپیو (به اسپانیایی: Félix Arturo Lope de Vega y Carpio) (زاده ۲۵ نوامبر ۱۵۶۲ – درگذشته ۲۷ اوت ۱۶۳۵) یکی از برجسته‌ترین شاعران و نمایشنامه نویسانِ عصر طلاییِ اسپانیا، هم از حیث انبوهِ و هم از نظرِ تنوع گونه‌های ادبی، محسوب می‌شود. او را ققنوسِ نوابغ، شاعرِ آسمان و زمین و اعجوبهٔ خلقت (عنوانی که سروانتس برای وی برگزید) لقب داده‌اند. او ضوابط حاکم بر تئاتر اسپانیا را زمانی که تئاتر یک مقولهٔ فرهنگی برای توده‌ها بود، دگرگون کرد. در کنارِ تیرسو دِ مولینا و کالدرون دِ لا بارکا از برجسته‌ترین چهره‌های تئاتر باروک است و هنوز آثارش بر پرده‌های تئاتر به اجرا می‌رود. ۳۰۰۰ سونات، ۳ رُمان، ۴ داستان کوتاه و قریب به ۱۸۰۰ کمدی به وی نسبت می‌دهند. و از پرکارترین نویسنده های اسپانیایی بوده است و مجموع آثار او را ۱۸۰۰ نمایشنامه برآورد کرده اند. در نمایش های او 《زنان》 مهم ترین نقش ها را دارند. بهترین اثر او از نظر تماشاگران امروزی 《 گودال گوسفندان 》است.

## کتابشناسی
نمایشنامه‌ها:
- بانوی دیوانه
- مرغ دریایی من
- دستکش دونابلانکا
- نگهبان خوب
- پادشاه و کشاورز
- آبهای مادرید
- مجازات بدون انتقام
- فوئنته اوبخونا
- گودال گوسفندان

## آثار به فارسی
فوئنته اوبخونا اولین اثر لوپه دِ وگا به فارسی بود که به قلم پژمان رضایی ترجمه و نشر کتابناک آن را منتشر کرد.